# Ulidarra-Nationalpark
Der Ulidarra-Nationalpark ist ein Nationalpark im Nordosten des australischen Bundesstaates New South Wales, 442 km nordöstlich von Sydney und 7 km nordwestlich von Coffs Harbour.
Im Park, der an die Bruxner Park Flora Reserve anschließt, findet sich Küsteneukalyptus-Primärwald, der vielen seltenen Tieren als Lebensraum dient. Dies sind z. B. Koalas, Masked Owls (Eulenart), Langschwanz-Fruchttauben (Ptilinopus magnificus), und Little-Bent-Wings-Bats (Fledermausart).
Die Straße im Park ist mit normalen PKWs zu befahren.